# Summa Theologica (Eiximenis)
La Summa Theologica (Somma Teologica) è un'opera letteraria scritta in latino da Francesc Eiximenis, probabilmente all'inizio del secolo XV, appartenente al genere delle summae, che furono l'espressione massima del sapere teologico medievale.

## Scoperta del testo
Dell'opera rimangono solo frammenti, ritrovati nell'archivio della cattedrale di Valencia, trascritti e pubblicati dal francescano valenciano León Amorós Furono pubblicati nella rivista Archivum Franciscanum Historicum in 1959.

## Contenuto del testo preservato
La parte più importante riguarda la predestinazione, di cui Eiximenis voleva trattare nel Quarto Libro del Cristiano (progettato, ma non scritto). Gli altri argomenti discussi sono:
- Quid est suppositum (Quello che è una supposizione).
- Quid est persona (Quello che è una persona).
- Quid est persona secundum Ricardum (Quello che è una persona secondo Riccardo (Riccardo di San Vittore).
- Quid demonstratio propter quid (Quello che è una dimostrazione a causa di cui).
- Quid demonstratio quia (Le motivazioni di una dimostrazione).
- Quomodo Deus sit intelligibilis (Come Dio è intelligibile).
- De lumine (Sulla luce).
- De prescientia Dei (Sulla prescienza di Dio).

## Datazione
León Amorós giunge alla conclusione che questa Summa fu scritta allo stesso tempo della Vida de Jesucrist (Vita di Gesù Cristo), per i continui riferimenti che questa seconda opera fa alla prima, e perché solo la Summa è citata nella Vida de Jesucrist, fra tutte le opere di Eiximenis. La Vida de Jesucrist fu terminsata da Eiximenis all'inizio del secolo XV.

## Contenuto e struttura ipotetica
Riguardo al possibile contenuto di questa Summa, L. Amorós, basandosi sulle allusioni nella Vida de Jesucrist, sostiene che potrebbe essere questo:
- Il libro I tratterebbe de quattro evangelisti.
- Il libro II della predestinazione.
- Il libro III non è mai citato.
- Il libro IV appare in tre riferimenti: uno sulla circoncisione di Cristo; un altro discute l'influenza delle stelle sugli uomini; il terzo, degli angeli, argomento già discusso nel suo Llibre dels àngels (Libro degli angeli).
- Il libro V tratterebbe del mistero della Immacolata Concezione.
- Il libro VI degli vangeli.
- Il libro VII si riferirebbe ancora alla circoncisione di Cristo.

Esiste un altro riferimento, senza indicazione del libro, al sacramento del battesimo; possiamo aggiungere che il capitolo 53 del settimo trattato della Vida de Jesucrist si riferisce ad una trattazione del tema dell'usura nella Summa Theologica, ma senza specificare a quale passo si riferisceo (València. BUV. Ms. 209, f. 200r).
Da questi dati L. Amorós deduce che questa summa sarebbe costituita da sette libri.

### Edizioni digitali
- (ES) León Amorós OFM (a cura di), Francesc Eiximenis, Summa theologica fragmenta, Sadurní Martí (Biblioteca electrònica del NARPAN), 2004. (tratta parzialmente dall'edizione del '59).
- Edizione delle opere complete di Francesc Eiximenis (in catalano e in latino), su antiblavers.org.